# Liste von Persönlichkeiten der Stadt Shreveport
Die folgende Übersicht enthält in Shreveport geborene Persönlichkeiten mit einem Artikel in der deutschsprachigen Wikipedia:
| Geburtsjahr | Name                                             | Sterbejahr | Beruf                                                                                |
| ----------- | ------------------------------------------------ | ---------- | ------------------------------------------------------------------------------------ |
| 1902        | Juliet Reilly, gen. Mary Miles Minter            | 1984       | Stummfilmschauspielerin                                                              |
| 1903        | Philip McCord Morse                              | 1985       | Theoretischer Physiker, Wissenschaftsorganisator und Pionier des Operations Research |
| 1907        | Augustus Freeman Hawkins                         | 2007       | Politiker                                                                            |
| 1909        | James Neilson                                    | 1979       | Film- und Fernseh-Regisseur                                                          |
| 1916        | Toni Jo Henry                                    | 1942       | Prostituierte, hingerichtete Mörderin                                                |
| 1918        | Russell Billiu Long                              | 2003       | Politiker                                                                            |
| 1918        | Michael William Stokey gen. Mike Stokey          | 2003       | Fernsehmoderator, Fernseh- und Filmproduzent, Drehbuchautor und Schauspieler         |
| 1921        | William Payne Alston                             | 2009       | Philosoph                                                                            |
| 1922        | Joseph Lawson Hodges, Jr.                        | 2000       | Mathematischer Statistiker                                                           |
| 1923        | Claude King                                      | 2013       | Country-Sänger                                                                       |
| 1925        | Theola Kilgore                                   | 2005       | Soul- und Gospelsängerin                                                             |
| 1927        | Napoleon Chism, gen. Chico Chism                 | 2007       | Blues-Schlagzeuger                                                                   |
| 1927        | Joseph Young Jr., gen. Mighty Joe Young          | 1999       | Blues-Gitarrist, Sänger und Songschreiber                                            |
| 1928        | Will Jones, gen. Dub Jones                       | 2000       | Rhythm-and-Blues- und Doo-Wop-Sänger                                                 |
| 1929        | Clarence Cullam Pope                             | 2012       | anglikanischer Bischof der Episkopalkirche                                           |
| 1930        | Murphy James Foster, Jr.                         | 2020       | Politiker                                                                            |
| 1931        | Miller Westford Barber, Jr.                      | 2013       | Golfspieler                                                                          |
| 1931        | Dominic Joseph Fontana, gen. D. J. Fontana       | 2018       | Musiker, Schlagzeuger von Elvis Presley                                              |
| 1932        | John Bennett Johnston, Jr.                       | 2025       | Politiker                                                                            |
| 1932        | Faron Young                                      | 1996       | Country-Sänger                                                                       |
| 1933        | Jerry Eugene Pournelle                           | 2017       | Journalist und Science-Fiction-Autor                                                 |
| 1934        | John Norris Bahcall                              | 2005       | Astrophysiker, Initiator des Hubble-Weltraumteleskops                                |
| 1934        | Harvey Lavan Cliburn, gen. Van Cliburn           | 2013       | Pianist                                                                              |
| 1934        | William H. Pirkle                                | 2018       | Chemiker und Hochschullehrer                                                         |
| 1935        | Jerry Shipp                                      | 2021       | Basketballspieler, Olympiasieger 1964                                                |
| 1936        | James Clayton Dobson                             |            | Psychologe                                                                           |
| 1937        | Johnnie L. Cochran                               | 2005       | Rechtsanwalt                                                                         |
| 1938        | Dave Alexander                                   | 2012       | Blues-Pianist und Sänger                                                             |
| 1938        | David Houston                                    | 1993       | Country-Sänger                                                                       |
| 1939        | Marjorie Ann Johnson gen. Margie Evans           | 2021       | Blues- und Gospelsängerin                                                            |
| 1941        | Paul Mooney                                      | 2021       | Schauspieler, Autor und Comedian                                                     |
| 1941        | Alfred Jesse Smith gen. Brenton Wood             | 2025       | R&B- und Soulsänger                                                                  |
| 1942        | Parker Griffith                                  |            | Politiker                                                                            |
| 1944        | Bettye Swann                                     |            | Soul-Sängerin und Songwriterin                                                       |
| 1945        | Tricia O’Neil                                    |            | Schauspielerin                                                                       |
| 1947        | James V. Hart                                    |            | Drehbuchautor und Filmproduzent                                                      |
| 1948        | Terry Paxton Bradshaw                            |            | American-Football-Spieler                                                            |
| 1949        | Thomas Jeffery Cole                              |            | Politiker                                                                            |
| 1949        | James Otis McCrery III                           |            | Politiker                                                                            |
| 1949        | Hank Williams Jr.                                |            | Countrymusiker                                                                       |
| 1950        | John Boozman                                     |            | Politiker                                                                            |
| 1950        | Samuel H. Cassidy                                |            | Politiker                                                                            |
| 1951        | Robert Charles Smith, gen. Pinky Smith           | 2009       | Basketballspieler                                                                    |
| 1951        | David Randall Thom, gen. Randy Thom              |            | Sounddesigner und Tontechniker                                                       |
| 1952        | John Campbell                                    | 1993       | Bluesgitarrist und -sänger                                                           |
| 1952        | Leon Chancler, gen. Ndugu Chancler               | 2018       | Jazzschlagzeuger und Musikproduzent                                                  |
| 1952        | Harry T. Crawford, Jr.                           |            | Politiker                                                                            |
| 1953        | Robert Lee Parish                                |            | NBA-Basketballspieler (Hall of Fame)                                                 |
| 1954        | Daniel Harold Rolling gen. Gainesville Ripper    | 2006       | Serienmörder                                                                         |
| 1955        | Kix Brooks                                       |            | Countrymusiker, Teil des Duos Brooks & Dunn                                          |
| 1955        | Elizabeth McBride                                | 1997       | Kostümbildnerin                                                                      |
| 1957        | Evelyn Ashford                                   |            | Leichtathletin und vierfache Olympiasiegerin                                         |
| 1957        | William Joyce                                    |            | Schriftsteller                                                                       |
| 1958        | Hal Evan Sutton                                  |            | Profigolfer der PGA TOUR                                                             |
| 1958        | Victoria Williams                                |            | Sängerin                                                                             |
| 1960        | John Beasley                                     |            | Pianist und Komponist                                                                |
| 1961        | Frederick Burdette Spencer, gen. Freddie Spencer |            | Motorradrennfahrer                                                                   |
| 1963        | Joe Dumars III                                   |            | Basketballspieler                                                                    |
| 1970        | Brian Blade                                      |            | Jazzschlagzeuger und Komponist                                                       |
| 1970        | Norman Brown                                     |            | Jazzgitarrist                                                                        |
| 1970        | LaMark Carter                                    |            | Dreispringer                                                                         |
| 1970        | Sam Yahel                                        |            | Jazzorganist                                                                         |
| 1972        | James Michael „Mike“ Johnson                     |            | Politiker, Sprecher des Repräsentantenhauses der Vereinigten Staaten                 |
| 1976        | Antawn Cortez Jamison                            |            | Basketballspieler der NBA                                                            |
| 1976        | Jericho Brown                                    |            | Schriftsteller und Dichter                                                           |
| 1977        | Kenny Wayne Shepherd                             |            | Bluesrock-Musiker                                                                    |
| 1978        | Karen Denise Aubert                              |            | Schauspielerin und Model                                                             |
| 1979        | Stromile Emanuel Swift                           |            | Basketballspieler                                                                    |
| 1982        | Alana Monique Beard                              |            | Basketballspielerin                                                                  |
| 1984        | Lonniel Brion Rush                               |            | Basketballspieler                                                                    |
| 1985        | Adrian Perkins                                   |            | Politiker, Bürgermeister von Shreveport (seit 2018)                                  |
| 1988        | Jordan Carl Wheeler Davis                        |            | Countrysänger und Songschreiber                                                      |
| 1989        | Chris Dooley Jr., gen. Hurricane Chris           |            | Rapper                                                                               |
| 1990        | Morris Lee Claiborne                             |            | American-Football-Spieler                                                            |
| 1992        | Ryan Harrison                                    |            | Tennisspieler                                                                        |
| 1994        | Frances Altick                                   |            | Tennisspielerin                                                                      |
| 1994        | Christian Harrison                               |            | Tennisspieler                                                                        |
| 1995        | Tre’Davious White                                |            | American-Football-Spieler                                                            |
| 1996        | Jerry Tillery                                    |            | American-Football-Spieler                                                            |
| 1996        | Greedy Williams                                  |            | American-Football-Spieler                                                            |
| 1997        | Robert Williams III                              |            | Basketballspieler                                                                    |